# Tanarthrus vafer
Tanarthrus vafer es una especie de coleóptero de la familia Anthicidae.

## Distribución geográfica
Habita en Nevada (Estados Unidos).